# 盟军敢死队3：目标柏林
《盟军敢死队3：目标柏林》是广受好评的盟军敢死队系列第四部作品，由Pyro Studios开发，Eidos Interactive发行。该游戏是盟军敢死队系列中首次使用3D引擎的游戏，也是该系列中最后一部即时战术类游戏（续作《打击力量》为第一人称射击游戏）。